# Mito cosmogonico
I miti della creazione (o miti cosmogonici) sono un complesso di miti, racconti e teorie elaborati da ogni popolo nelle fasi successive della propria cultura, che descrivono la nascita e la creazione dell'universo e dei suoi abitanti o forniscono una descrizione dell'ordine originale dell'universo.. Il termine cosmogonia deriva dall'unione di due vocaboli greci: κόσμος (kosmos) "mondo" e γονή (genesis) "generazione"; il primo termine si riferisce all'ordine dell'universo e/o all'universo come ordine, mentre il secondo termine significa "venire in essere", processo, cambiamento sostanziale durante il processo o nascita. Questi miti, presenti in quasi tutte le culture tradizionali, normalmente rappresentano uno spazio e un tempo religiosi immaginari, antecedenti all'universo in cui abitano gli umani. Sebbene nella lingua comune il termine mito si riferisca spesso a storie false o fantasiose, i membri delle culture spesso attribuiscono vari gradi di verità ai loro miti di creazione.

## La diffusione del mito cosmogonico
Il mito del "truffatore" o trickster, colui che compie un peccato o spinge a compierlo e viene punito per il suo comportamento preculturale, è comune in molte culture.
Nella maggior parte egli è il responsabile della fine di un periodo di armonia tra uomini, animali e spiriti, di un processo di successive separazioni che ci ha condotto al mondo come lo conosciamo ora.
Questo mito, così come ci è stato tramandato dal popolo romanì, un popolo nomade che muovendosi dall'India giunse in Europa verso il 1400, e da qui poi si spinse in America, in Africa e persino verso le regioni polari, è un chiaro esempio per comprendere la diffusione del mito.
Solo di recente gli studiosi hanno potuto indicare con sicurezza l'origine del popolo degli Zingari; la loro lingua presenta una lontana somiglianza con le lingue dei popoli indoeuropei.
Lo stesso vocabolo "Rum" (uomo), con cui essi continuano a chiamare se stessi, deriva probabilmente dal nome di una casta di saltimbanchi, giocolieri e musici ambulanti, la casta dei "Dumi", che ancora esiste nell'India moderna.
Il nome "Dumi" sembra imparentato con la radice indoeuropea "Dom" che si ritrova in molte parole di molte lingue europee e asiatiche ad indicare l'immagine della casa, dell'abitazione, ma anche del padrone di casa, o semplicemente di un uomo che comanda.
Oltre che per il linguaggio, anche per i miti è possibile constatare una stretta somiglianza fra i miti degli Zingari ed i miti degli altri popoli indoeuropei.
Il mito del diavolo imbroglione è diffuso nelle regioni dell'Europa orientale: in Russia, in Polonia, in Ungheria e più a sud fra i Bulgari e i Rumeni. Esso è conosciuto in Asia dai popoli mongoli, tartari, turchi, iranici e da molti altri ancora.
Questo mito è raccontato in gran parte dell'America settentrionale, fra gli Algonchini e gli Irochesi, nelle grandi pianure, fra gli indiani Shoshoni, gli Arapaho, i Cheyenne, gli Apache, i Crow.
Ma quello che stupisce è che il mito del diavolo imbroglione era conosciuto anche presso popoli che non avevano mai avuto alcun contatto storico con la cultura spirituale dei popoli indoeuropei.
Gli indiani Crow, ad esempio, raccontano:
Pertanto questo mito è diffuso lungo una fascia territoriale che, partendo dall'Asia, si prolunga a nord verso l'Europa, e probabilmente attraverso lo stretto di Bering, giunse nell'America settentrionale. A sud il mito si diffonde verso la Melanesia e l'Indonesia.
Una variante che si racconta presso i popoli del Borneo, un'isola dell'Arcipelago Indonesiano è quello del Dio stesso che si trasforma in uccello per andare a cercare della sabbia in fondo al mare. (Vedi secondo riquadro: "Il Vecchio Uomo-Coyote").
Quindi ai tre capi del mondo, presso gli Zingari in Europa, presso i Crow nel Nordamerica e presso i popoli dell'isola di Borneo in Indonesia si racconta, con poche varianti, lo stesso mito.
Non tutti i popoli raccontano il mito allo stesso modo, le varianti sono molte, ma in quasi tutte sono presenti due fondamentali motivi: quello dello scenario iniziale della distesa delle acque e l'albero della vita.

## Le acque della vita
Il motivo delle acque primigenie è un motivo ricorrente presso quasi tutti i popoli del mondo dove l'acqua rappresenta chiaramente l'origine delle cose.
"L'acqua - scriveva nel VI secolo a.C. il primo dei filosofi greci, Talete - è il principio di tutte le cose". E già alcuni secoli prima Omero cantava le acque del fiume Oceano che scorreva lungo gli estremi margini del mondo ed era "l'origine degli Dei e degli uomini".
Anche la Bibbia inizia descrivendo questo scenario. "La terra era una massa senza forma e vuota; le tenebre ricoprivano le acque e sulle acque aleggiava lo spirito di Dio".
Per gli antichi Egizi in principio vi erano solo le acque, Nun, l'abisso primigenio, dal quale in seguito emerse un colle, che fu al centro del mondo. Il geroglifico che gli Egiziani usavano per indicare l'acqua aveva la forma di spirale /\/\/\/\/\ e nella simbologia mitica la spirale evoca l'immagine della nascita, della rinascita.
Anche per la cabala ebraica, la dottrina segreta che tende a scoprire la verità eterna attraverso i segni mistici, elaborata nel medioevo da mistici ebrei sulla base di tradizioni anteriori, la parola "Nun" significa nascere e presso i Greci Nun diventa Nux, la notte.
Un antico mito indù racconta che in principio c'erano solo le acque e il Dio Visnù vagava sulla sua superficie. Visnù voleva degli amici e allora dal suo ombelico spuntò una pianta di loto e dai petali del fiore di loto nacquero gli uomini.
Ci troviamo così di fronte a miti diversi, a diversi rituali, a popoli che vivono in condizioni culturali diverse, ma ovunque l'immagine dell'acqua si lega all'idea della nascita, della rinascita, della purificazione.

## La montagna sacra
Ancora più frequente ad indicare la via che congiunge il cielo alla terra è il simbolo della montagna sacra, sulla cui cima si vive in contatto con gli Dei.
I Greci avevano l'Olimpo, gli Ebrei il Tabor, i popoli celti la Montagna Bianca, i Cinesi il K'uen-luen, gli Araucani (abitanti della regione sudamericana che corrisponde all'odierno Cile) il monte Tenten.
Dove non c'erano montagne naturali, nelle regioni pianeggianti, gli uomini costruirono alture artificiali per onorare i loro dei.
Gli Egizi e i Maya costruirono le piramidi, i Babilonesi le ziggurat, i Cinesi le pagode.
Il significato di queste costruzioni, l'unione tra il cielo e la terra, ci è rivelato anche dalle leggende che vi fiorirono intorno e dalla stessa etimologia. Nelle lingue indo-europee, nelle lingue parlate in gran parte dell'Europa e dell'Asia e che discendono da un unico ceppo linguistico, l'idea di montagna, altura, luogo elevato era indicata con una radice alb/alp. Da questa radice deriva, ad esempio, la parola che designa le Alpi.
Ma dalla stessa radice deriva anche la parola albero e così, anche nella storia del linguaggio, la parola montagna si associa a quella dell'albero.
Non solo, dalla stessa radice deriva anche la parola alba, nascita e, infatti, l'albero e la montagna compaiono nell'universo mitico al centro della prima grande nascita, la nascita del mondo.
E ancora, dalla stessa radice deriva spesso il nome di corsi d'acqua, come è il caso dell'antico nome Alpi, di un fiume affluente del Danubio che oggi si chiama Inn.
Quindi, l'acqua, la montagna, l'albero appartengono allo stesso scenario mitico e sacro, quello della creazione sacra era considerata nel Lazio preromano la città di Alba Longa, che, secondo il mito, era stata costruita su un monte nei pressi di una sorgente d'acqua.